# 人民幣外交三寶
人民幣外交三寶是中華人民共和國在外交活動時達成人民幣相關的不同國際協議，以加強與另一國或地區的關係，成為中華人民共和國國人民幣走出去的外交法寶。尤其在2013年開始，中國領導人出訪時，往往都帶同及簽訂以下的三個協議。

## 人民幣外交三寶類型

### 人民幣清算協議
人民幣清算協議（英語：RMB Clearing Agreement），是中國人民銀行授予的人民幣於海外的清算安排，指定某銀行進行人民幣清算。人民幣在海外流通，需經過清算銀行才能把人民幣回流至中華人民共和國境內，反之亦然。通過人民幣清算協議讓海外地方建立清算銀行，人民幣便可在該國家或城市處理人民幣跨地進出有外匯管制的中華人民共和國。其中香港的清算行於2004年建立，在9年後，於2013年才有台灣和新加坡的清算銀行建立。

### 雙邊本幣互換協議
人民幣與另一貨幣的雙邊本幣互換協議（英語：Bilateral Local Currency Swap Agreement），簡稱本幣互換協議，由兩地中央銀行簽訂，一般為期三年，並訂有可互換的額度。其中最重的便是2013年6月23日與英國簽訂的中英两國央行簽署雙邊本幣互换協議

### 人民幣境外合格機構投資者
合格機構投資者、或人民幣境外合格機構投資者（英語：RQFII,Renminbi Qualified Foreign Institutional Investor），這類型協議附有不同的額度，主要讓海外的人民幣直接投資於中華人民共和國境內的金融工具，如證券、債券、基金、或一些金融衍生品。其中包括時任中華人民共和國國務院總理李克強在2015年1月達沃斯之旅時於瑞士便達成500億QFII配額，支持在瑞士建立人民幣離岸市場。

## 人民幣外交三寶意義
人民幣國際化及「人民幣外交三寶」締造了愈來愈多與中華人民共和國有關的雙邊或多邊「自由貿易協議」或「自貿區」。去年底亞太經合組織（APEC）會議上，中方抗衡了美方要求而最終贏取「亞太自由貿易區」（FTAAP）決議，當大有賴不少參與人民幣業務國家的支持，其微妙效應超越基本的經濟層面。另一效果亦可於亞洲基礎設施投資銀行的創始成員國的態度中發現。

## 相關
- 合格境外機構投資者 (QFII，Qualified Foreign Institutional Investor)
- 合格境內機構投資者 (QDII，Qualified Domestic Institutional Investor)